# Sibi Blažićová
Sibi Blažićová (* 14. dubna 1970 Chicago) je americká kaskadérka a řidička známá z filmů Le Mans '66 (2019), Temný rytíř povstal (2012) a Král džungle (1997). Od 29. ledna 2000 je vdaná za herce Christiana Balea a mají spolu dvě děti.

## Raný život
Narodila 14. dubna 1970 v Chicagu a je srbského původu. Pracovala jako osobní asistentka Winony Ryderové. Blazicová a Bale se seznámili díky Ryderové, která hrála po boku Christiana Balea v adaptaci filmu Malé ženy z roku 1994. Dříve pracovala jako modelka, maskérka a později se stala kaskadérkou.